# Lovre Brečić
Lovre Brečić (16 de agosto de 1996) es un deportista croata que compite en taekwondo.
En los Juegos Europeos de Cracovia 2023 consiguió una medalla de plata en la categoría de –63 kg. Ganó una medalla de oro en el Campeonato Europeo de Taekwondo de 2018, en la misma categoría.

## Palmarés internacional
| Juegos Europeos    | Juegos Europeos         | Juegos Europeos  | Juegos Europeos |
| Año                | Lugar                   | Medalla          | Categoría       |
| ------------------ | ----------------------- | ---------------- | --------------- |
| 2023               | Krynica-Zdrój (Polonia) | Medalla de plata | –63 kg          |
| Campeonato Europeo |                         |                  |                 |
| Año                | Lugar                   | Medalla          | Categoría       |
| 2018               | Kazán (Rusia)           | Medalla de oro   | –63 kg          |